# Апостольская администратура Харбина
Апостольская администратура Харбина (лат. Administratio Apostolica Harbina) — апостольская администратура Римско-католической церкви с центром в городе Харбин, Китай. Апостольская администратура Харбина распространяет свою юрисдикцию на часть территории провинции Хэйлунцзян. Апостольская администратура Харбина подчиняется непосредственно Святому Престолу. Кафедральным собором апостольской администратуры Харбина является церковь Святейшего Сердца Иисуса в городе Харбин.

## История
23 мая 1931 года Святой Престол учредил апостольскую администратуру Харбина, выделив её из Владивостокской епархии.
В 1959 году китайские власти создали единую церковную структуру Китайской патриотической церкви с центром в Харбине, объединив епархию Хэйлунцзяна и апостольскую администратуру Харбина.
В настоящее время ординарием канонической апостольской администратуры Харбина является апостольский префект апостольской префектуры Цицикара, который не признаётся китайским правительством.

## Ординарии апостольской администратуры
- архиепископ Чельсо Бениньо Луиджи Костантини (28.05.1931 — 1933);
- Mario Zanin (7.01.1934 — 1946);
  - Sede vacante — c 1946 по 14.07.1959;
- Peter Wang Ruihuan (14.07.1959 — 13.11.1992);
- Liu Huanbo (26.08.1990 — 1997);
- Joseph Wei Jingyi (1997—2011) — апостольский администратор;
- Иосиф Юэ Фу-Шен (6 июля 2012 — по настоящее время).

## Источник
- Annuario Pontificio, Libreria Editrice Vaticana, Città del Vaticano, 2003, ISBN 88-209-7422-3